# Blocco note
Blocco note è un editor di testo proprietario incluso nei sistemi Microsoft Windows per l'elaborazione di file di testo semplici.
Il programma originale in lingua inglese è chiamato Notepad. L'analogo programma nel sistema operativo Mac si chiama "Note".

## Caratteristiche
Blocco note permette di visualizzare, creare e modificare file in formato di testo semplice (di solito .txt). Per i fine riga, per anni il programma ha supportato unicamente la coppia di caratteri CR/LF (ritorno a capo e inizio di linea) usata dai sistemi Microsoft, rendendolo incompatibile (e quindi visualizzando erroneamente) con i file di testo creati in ambienti Unix-like (LF - solo inizio di linea) e MacOS versione 9 e precedenti (CR - solo ritorno a capo). Da Windows 10 (revisione 1809) il programma interpreta correttamente anche i file creati su tali sistemi.
Per impostazione predefinita, salva i nuovi file con l'estensione .txt, permettendo comunque di manipolare file delle più svariate estensioni, quali ad esempio i file HTML (usati per creare le pagine web) o il codice sorgente di un software. Blocco note, essendo però privo di qualsiasi strumento di redazione avanzata dei testi, è di fatto poco efficiente per eseguire operazioni di manipolazione complessa dei file, perciò il suo utilizzo principale più comune si restringe solitamente nella creazione e modifica di file di testo semplici.
Nel sistema operativo Windows 95, Fixedsys era l'unico carattere utilizzabile in Blocco note. Windows NT 4.0 e 98 introdussero la possibilità di cambiare carattere. Successivamente venne utilizzato di default il carattere Lucida Console. Le impostazioni di Blocco note, comunque, hanno effetto solo sulla visualizzazione del testo e sulla stampa, non su come il file viene salvato sul disco. Il carattere di default viene nuovamente cambiato in Windows 8 con Consolas.
Su Windows 11 è possibile impostarlo in tema scuro, ed è aggiornabile dal Microsoft Store.
Nel 2024 è stata introdotta per la prima volta, come aggiornamento disponibile su Windows 11, la funzione di controllo ortografico in varie lingue, molto richiesta dagli utenti.

## Il bug dell'unicode
Dalla versione per Windows NT, il programma può rilevare gli unicode che mancano dell'header standard 0xFFFE. Questo è possibile grazie all'utilizzo della API IsTextUnicode(). Questa funzione è imperfetta, con qualche effetto collaterale su piccole stringhe ASCII, in minuscolo, che vengono identificate come UTF-16.
Il 18 maggio 2006 è stato annunciato che creare un file con solo 18 caratteri come "this app can break", causa un'errata interpretazione del file da parte del Notepad. Se i caratteri sono correttamente installati, il file interpretato come Unicode verrà mostrato come 桴獩愠灰挠湡戠敲歡  (Il suono del tamburo è molto forte e chiaro.). Lo stesso accade con tutte le altre stringhe che rispettino lo stesso formato/lunghezza come ad esempio: "bush hid the facts". Proprio questa stringa aveva fatto inizialmente pensare a un easter egg, mentre in realtà si tratta di un bug, risolto a partire da Windows Vista.

## Programmi simili
- Notepad2
- Notepad++